# Tolerancia (medicina)
La tolerancia a alguna sustancia se produce cuando, como resultado de su administración continuada, el sujeto presenta menor sensibilidad a ella. Así, la dosis habitual de la sustancia produce menos efectos, con lo que se necesitan dosis más altas para producir los mismos efectos.
Se puede desarrollar tolerancia a algunos efectos de una sustancia y no a otros; incluso se puede desarrollar sensibilización (por ejemplo: en el caso del alcohol una persona puede tardar más en emborracharse, necesitar más dosis, pero ser igual o más sensible a otros efectos, como la resaca, por una peor metabolización).
Hablamos de tolerancia cruzada cuando una sustancia produce tolerancia a otra distinta.

## Mecanismo

### Tolerancia farmacocinética
La tolerancia farmacocinética (tolerancia disposicional) se debe a que una menor cantidad de la sustancia en cuestión alcanza el sitio donde afecta. Esto puede estar causado por un aumento de la cantidad de enzimas que degradan esa sustancia (ej.: enzimas CYP450), lo cual es muy común para sustancias como el etanol.

### Tolerancia farmacodinámica
La tolerancia farmacodinámica (respuesta reducida) se da cuando la respuesta a la sustancia disminuye debido a mecanismos celulares. Esto puede deberse a una regulación negativa del número de receptores de esta sustancia o a una regulación positiva de los receptores antagonistas.